# Wasserebenhütte
Die Alm der Wasserebenhütte liegt in der Marktgemeinde Bad Hofgastein im österreichischen Bundesland Salzburg.

## Lage und Charakteristik
Die Alm erstreckt sich an den südöstlichen Hängen des Wachtbergs in der Goldberggruppe. Die Almhütte der Wasserebenhütte steht auf einer Höhe von 1381 m ü. A. Sie gehört zur Ortschaft Breitenberg und zur Katastralgemeinde Wieden. Nördlich der Alm fließt mit dem Breitenberger Mühlbach ein linksseitiger Nebenbach der Gasteiner Ache. Westlich des Areals liegt eine Rotwild-Ruhezone, die von 1. November bis 31. Mai nicht betreten werden darf.

## Geschichte
Im von 1823 bis 1830 erstellten Franziszeischen Kataster ist am Ort der Wasserebenhütte ein unbenanntes Gebäude verzeichnet.